# Thorsteinn Eirikson
Thorsteinn Eriksson (en vieux norrois : Þorsteinn Eirīkssonr, parfois Ericson en français) est l'un des fils d'Erik le Rouge. Il participa à la découverte du Vinland.
Il est le frère cadet de Thorvald Eriksson et de Leif Eriksson et de leur demi-sœur Freydis Eiriksdottir.
Il navigua vers le Vinland avec une trentaine d'hommes. Il débarqua à la base de Leifsbudir situé sur le fjord de Straumfjörðr (L'Anse aux Meadows) sur l'île de Terre-Neuve. Il y resta un premier hiver, puis l'été revenu, il s'embarqua avec ses compagnons de voyage dans une expédition vers l'Ouest au cours de laquelle ils longèrent des côtes désertiques. Ils ne découvrirent personne mais aperçurent néanmoins un abri à céréales. Ils rentrèrent à Leifsbudir avant le retour de l'hiver. L'été suivante Thorsteinn Ericson repartit avec son équipage vers de nouvelles terres. Lors d'un campement provisoire, trois canoës s'amarrèrent à leur endroit avec dans chaque embarcation trois Amérindiens. Menaçant ou curieux, les Amérindiens intriguent les Vikings qui se sentent menacés par ces individus étranges qu'ils nomment Skraelings. Ils s'élancèrent sur les Skraelings et les tuèrent tous sauf un qui eut le temps de s'embarquer sur un des canots. Quelque temps plus tard, un grand nombre d'embarcations emportant de nombreux Skraelings arrivèrent vers leur position. Les combats furent violents et Thorsteinn Ericson fut tué durant la bataille. Finalement les Vikings enterrèrent leur compagnon puis retournèrent avec leur drakkar vers Leifsbudir.